# Большая война
«Большая война» (итал. La grande guerra) — итальянский фильм 1959 года, снятый режиссёром Марио Моничелли. Эта картина наряду с предыдущим фильмом Моничелли «Злоумышленники, как всегда, остались неизвестны» вывела жанр итальянской комедии на новый уровень, дав начало направлению «комедия по-итальянски». Фильм повествует о похождениях двух жуликов (их роли исполнили Альберто Сорди и Витторио Гассман), оказавшихся на фронте Первой мировой войны. Режиссёр достаточно откровенно передал неприглядную картину военного времени — кровопролитие, тяготы прифронтового быта, голод, бездарное командование. Ещё до выхода «Большой войны» фильм обсуждался в итальянском парламенте, многие не хотели пускать на экраны ленту, поднимающие сложные вопросы о роли Италии в двух мировых войнах, но в её защиту выступил министр обороны Джулио Андреотти.
В 1960 году «Большая война» была номинирована на премию «Оскар» в категории «лучший фильм на иностранном языке». В 1959 году картина выиграла «Золотого льва», главную награду Венецианского кинофестиваля. На национальном уровне фильм был отмечен двумя премиями «Давид ди Донателло», лучшему актёру (Гассман и Сорди совместно) и лучшему продюсеру, и двумя премиями «Серебряная лента», лучшему актёру (Сорди) и за лучшую работу художника-постановщика (Марио Гарбулья).

## Сюжет
Двое мелких жуликов, Джованни Бусакка из Милана и Оресте Яковаччи из Рима, оказываются в числе новобранцев, призванных в итальянскую армию в начале Первой мировой войны. Хотя они и отличаются характерами, их объединяет отсутствие идеализма и желание избежать ужасов войны. Товарищи, проворачивая всяческие уловки, пытаются уклониться от работы и выполнения воинского долга, пока их товарищи сражаются на поле боя. Случайно они оказываются на австрийской территории, где их принимают за шпионов. Друзьям угрожают расстрелом, если они не выдадут врагу секретную информацию, но именно в этот момент в бывших уклонистах просыпаются патриотические чувства. Джованни и Оресте предпочитают героическую смерть измене родине.

## В ролях
- Альберто Сорди — Оресте Яковаччи
- Витторио Гассман — Джованни Бусакка
- Сильвана Мангано — Костантина
- Фолько Лулли — Бордин
- Бернар Блие — капитан Кастелли
- Ромоло Валли — сержант Галлина
- Ливио Лоренцон — сержант Барриферри
- Акилле Компаньони — капеллан
- Тиберио Мурджа — Розарио Никотра